# استان لوآنگ پرابانگ
لوآنگ پرابانگ (به لاتین: Luang Prabang) یکی از استان‌های لائوس است. این استان دارای ۳۳۶۰۰۰ نفر جمعیت و مرکز این استان لوآنگ پرابانگ می‌باشد.

## تاریخچه
لوآنگ پرابانگ پایتخت باستانی کشور لائوس است و یکی از قدیمی‌ترین شهرستانها در لائوس، حدود ۱۲۰۰ سال پیش تأسیس شده است.

## جغرافیا
استان لوآنگ پرابانگ مساحت ۱۶٬۸۷۵ کیلومتر مربع (۶٬۵۰۰ مایل مربع). را پوشش می‌دهد این استان از شمال به استان اودوم‌سای و استان پونگسالی، ازجنوب شرقی به استان سکونگ، از شرق به استان هوآپان و از غرب به استان ساینیابولی متصل می‌شود.

## جمعیت
جمعیت این استان در یک سرشماری در مارس سال ۲۰۰۵، ۴۰۷٬۰۱۲ نفر تشخیص داده شده است که ترکیبی از ۶ قوم مختلف از جمله:الک، کتنگ، کتو، سوای، اویت و رینگ است.

## اقتصاد
اوکپوپتوک مرکز بافیافنده و نساجی در استان لوآنگ پرابانگ است. این طراحی و تولید منسوجات و صنایع دستی. آن را به عنوان یک شریک اتحادیه لائوس زنان و جوامع روستایی از صنعتگران تأسیس شد. اوکپوپتوک تقریباً برای ۲۰۰ نفر ایجاد شغل نموده است.